# 吉川経任
吉川 経任（きっかわ つねひで）は、鎌倉時代後期から南北朝時代にかけての武士。信濃守。石見吉川氏2代当主。
石見吉川氏は藤原南家工藤氏の流れを汲む吉川氏の庶流。経任は吉川経茂の次男、母は孫夜叉（永安兼栄女）。兄に経貞、弟に経兼、姉妹に吉川経盛室がいる。子に経世。
経任は建武/延元年間に足利尊氏方に味方し感状を受けて信濃守に任ぜられた。
父経茂の死後、家督を継承するが、正平4年/貞和5年（1349年）に母・孫夜叉（良海尼）と対立、弟経兼が母に与したこともあり廃嫡させられた。経任が追い落とされた後、石見吉川氏の家督は経兼が相続した。